# Pałac Blanka

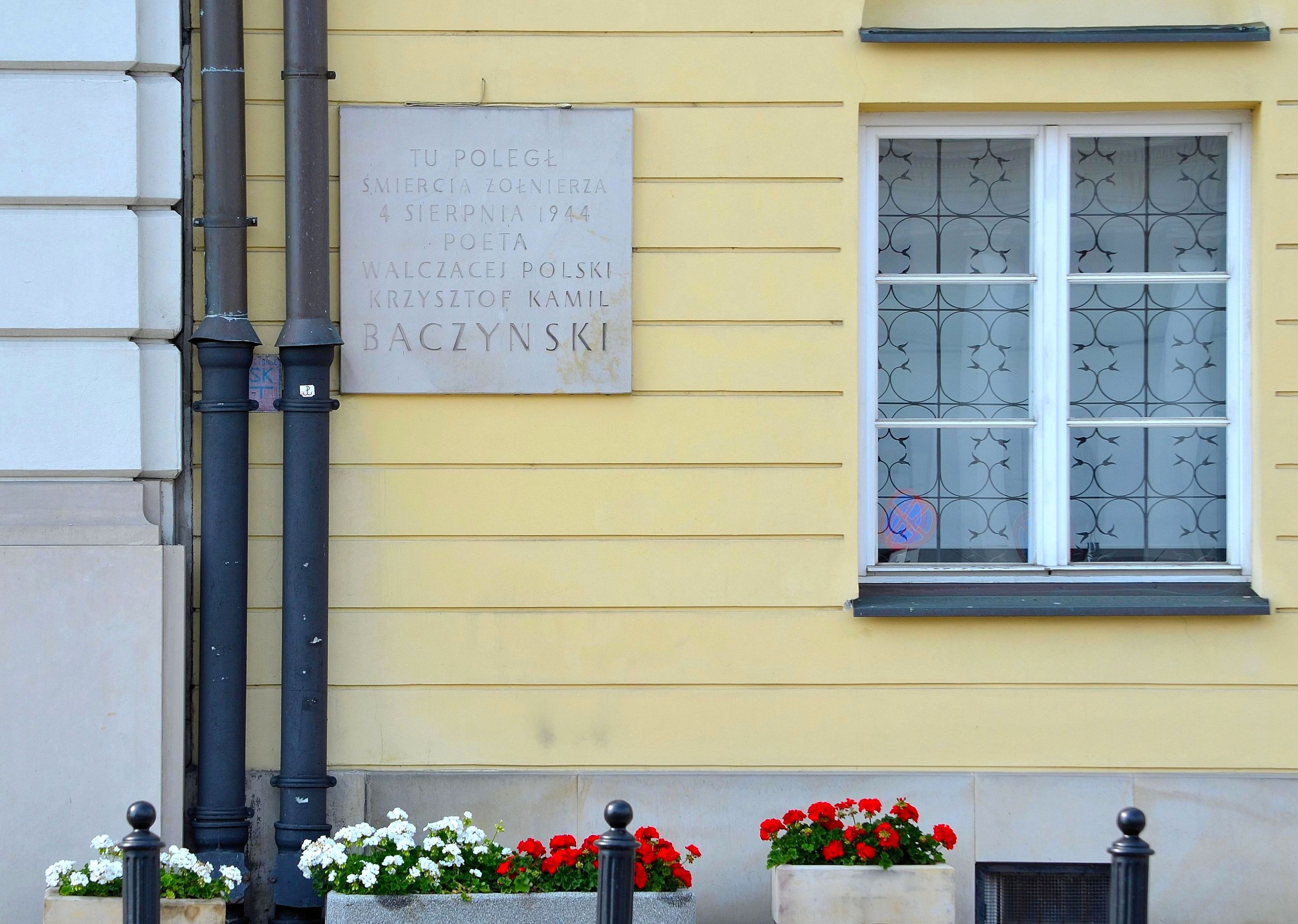
Tablica upamiętniająca Krzysztofa Kamila Baczyńskiego na frontowej ścianie pałacu

Pałac Blanka – wczesnoklasycystyczny pałac znajdujący się przy ul. Senatorskiej 14 w Warszawie.

## Historia
Pałac został wzniesiony w latach 1762–1764 według projektu Szymona Bogumiła Zuga dla Filipa Nereusza Szaniawskiego. W 1776 pałac kupił Antoni Aleksander Soldenhoff. W 1777 właścicielem nieruchomości został bankier warszawski pochodzenia francuskiego Piotr Blank, który przekształcił i rozbudował wnętrze oraz elewację zewnętrzną w stylu klasycystycznym oraz dobudował bramę wjazdową.
Pałac był własnością Blanka do jego śmierci w 1797. Później przekształcono go na kamienicę czynszową, w której ulokowano mieszkania i sklepy. W 1896 został zakupiony przez magistrat z przeznaczeniem na biura. Od 1915 w pałacu mieściła się Komenda Straży Obywatelskiej, a od 1919 – Komenda Policji Państwowej. W okresie międzywojennym pałac był budynkiem reprezentacyjnym prezydenta miasta, w którym przyjmował on swych gości. Funkcję tę pałac pełnił do 1939. 
Podczas okupacji niemieckiej 1939–1944 w budynku urzędowali: Komisarz Rzeszy na miasto stołeczne Warszawę Helmut Otto (od 4 października 1939), starosta miejski Oskar Dengel, a następnie do końca okupacji starosta miejski Ludwig Leist. Wyjeżdżając z Warszawy Otto i Dengel wywieźli część wyposażenia pałacu.
W marcu 1943 członkowie Kedywu OW AK nadali na Poczcie Głównej dziewięć paczek zawierających bomby zegarowe, z których jedna była zaadresowana do Leista. Jej wybuch spowodował ranienie kilku osób.
Podczas powstania warszawskiego w czasie obrony budynku 4 sierpnia 1944 poległ poeta i żołnierz Armii Krajowej Krzysztof Kamil Baczyński. Został zastrzelony przez niemieckiego snajpera, co upamiętnia tablica wmurowana w latach 50. we frontową ścianę pałacu. W holu głównym pałacu znajdują się popiersie Baczyńskiego oraz kolejna tablica pamiątkowa.
Pałac został odbudowany w latach 1947–1949. W 1965 roku został wpisany do rejestru zabytków. Swoją siedzibę miał w nim m.in. Wojewódzki Konserwator Zabytków. 
Pałac jest własnością samorządu województwa mazowieckiego. Jest siedzibą Ministerstwa Sportu i Turystyki.